# دستور الحزب الشيوعي الصيني
 يحتوي دستور الحزب الشيوعي الصيني على 53 مادة ويتضمن محتويات البرنامج العام، والعضوية، ونظام التنظيم، والمنظمات المركزية، والمنظمات المحلية، والمنظمات الأساسية، وكوادر الحزب، والانضباط الحزبي، والأجهزة الحزبية لفحص الانضباط، وأعضاء الحزب القيادي المجموعات، العلاقة بين الحزب وعصبة الشبيبة الشيوعية، شعار الحزب وعلمه.

## التاريخ
تم تبني دستور الحزب الشيوعي الساري حاليا في المؤتمر الوطني الثاني عشر للحزب الشيوعي الصيني في سبتمبر 1982. وفقا للوضع والمهام المتغيرة، تم إجراء تنقيحات في بعض المواد في المؤتمر الوطني الثالث عشر في نوفمبر 1987 وفي البرنامج العام وبعض المقالات في المؤتمر الوطني الرابع عشر في أكتوبر 1992، وتم إجراء بعض التنقيحات في البرنامج العام للمؤتمر الوطني السادس عشر للحزب الشيوعي الصيني في نوفمبر 2002. مرة أخرى، تم إجراء تغييرات وإضافات جديدة في المؤتمر الوطني التاسع عشر للحزب الشيوعي الصيني في أكتوبر 2017.